# 名演奏ライブラリー
『名演奏ライブラリー』（めいえんそうライブラリー）は、NHK-FM放送で2010年4月4日から毎週日曜日の朝に放送されているクラシック音楽番組である。

## 概要
パーソナリティは諸石幸生。前身番組である『20世紀の名演奏』から担当していた。しかし、パーソナリティを担当していた黒田恭一が2009年5月に逝去したことにより翌年の3月をもって終了。その後継番組が当番組である。内容はクラシック音楽の有名な指揮者や演奏家を毎週1人、生前や若年のころの録音を解説を加えながら紹介する。放送によってはゲスト出演もある。
2016年3月をもって諸石が降板。後任は音楽評論家の満津岡信育が務めている。

## 放送時間
- NHK-FM放送
  - 毎週日曜日 9:00 - 11:00

- 再放送
  - 2021年度 -  次週の火曜日 16:00 - 17:55

## 解説者
2016年4月より
- 満津岡信育（音楽評論家）

過去の解説者
- 諸石幸生（2010年4月 - 2016年3月）